# Tristan Eaton
Tristan Eaton, né en 1978 à Hollywood, est un artiste américain de street art. Il est aussi désigneur de jouets et illustrateur.
Il est connu pour ses grands portraits colorées.

## Galerie

Audrey Hepburn, portrait stylisé d'Audrey Hepburn à New York (2013).